# 227 (numero)
Duecentoventisette (227) è il numero naturale dopo il 226 e prima del 228.

## Proprietà matematiche
- È un numero dispari.
- È un numero difettivo.
- È un numero primo, ovvero i suoi unici divisori sono 1 e se stesso.
  - È un primo gemello con 229, per cui è anche un numero primo di Chen.
  - È un numero primo cugino con 223.
  - È un numero primo sexy con 233. 227, 233 e 239 formano una tripletta di primi sexy.
  - È un primo di Gauss.
  - È un numero primo sicuro, ovvero (227-1)/2 è ancora un numero primo.
  - È un numero primo regolare.
  - È un numero primo di Eisenstein.
  - È un numero primo di Stern, non essendo la somma di un quadrato perfetto e di un altro numero primo.
- È un numero odioso.
- Può essere scritto come la somma della somma e del prodotto dei primi quattro numeri primi: 227=(2+3+5+7)+(2x3x5x7).
- È il numero di grafi planari connessi con 8 vertici.
- È parte della terna pitagorica (227, 25764, 25765).
- È un numero palindromo nel sistema di numerazione posizionale a base 8 (343) e in quello a base 9 (272).

## Astronomia
- 227P/Catalina-LINEAR è una cometa periodica del sistema solare.
- 227 Philosophia è un asteroide della fascia principale del sistema solare.

## Astronautica
- Cosmos 227 è un satellite artificiale russo.

## Altri ambiti
- L'additivo alimentare E227 è il conservante bisolfito di calcio.
- +227 è il prefisso telefonico internazionale del Niger.